# Mavic 3 Pro

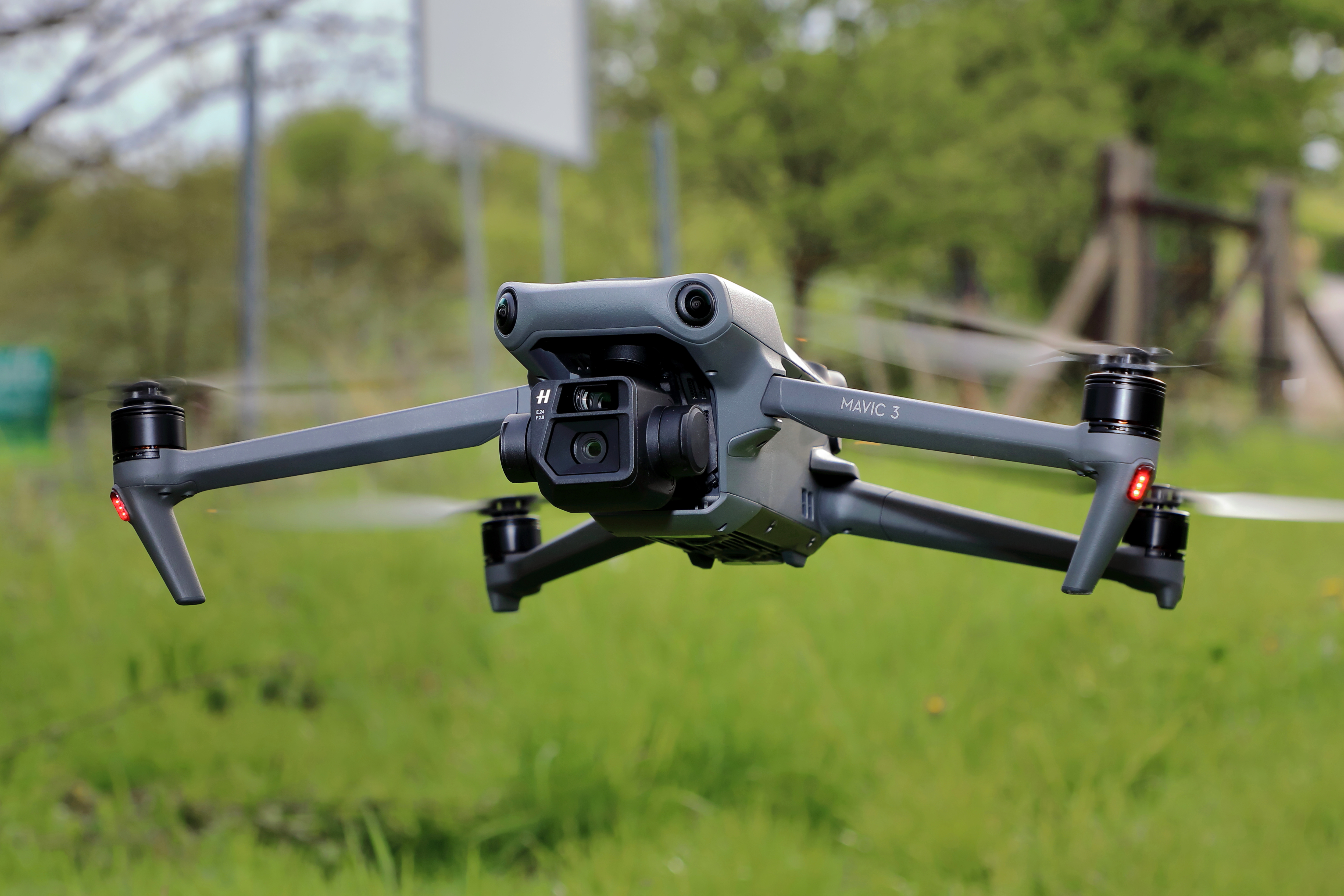
Mavic 3 Pro

De Mavic 3 Pro is een drone van de Chinese fabrikant DJI. Het model werd op de markt gebracht in mei 2023 en beschikt over geavanceerdere functies dan de Mavic 3 uit november 2021 en heeft daarom de toevoeging Pro. Het is de eerste drone met drie camera's aan boord.

## Kenmerken
De Mavic 3 Pro beschikt over een camera van Hasselblad en twee telelenzen. De camera kan video's opnemen in 5.1K-resolutie met 50 frames per seconde (fps) en 4K met 120 fps; de telelenzen bieden extra zoommogelijkheden.
De drone heeft een maximale vliegtijd van 46 minuten en een bereik tot 15 km. Het ontwerp is aerodynamisch, waardoor de luchtweerstand met 35% verminderd is ten opzichte van eerdere modellen. Verder is er een obstakeldetectiesysteem aan boord, dat automatisch objecten kan volgen en obstakels in complexe omgevingen kan vermijden. Verder beschikt de Mavic 3 Pro over functies als geofencing en hoogtebeperkingen. Ook kan de drone panoramafoto's maken.